# Léon Riket
Léon Riket (Antwerpen, 13 mei 1876 - Knokke, 24 augustus 1938) was een Belgisch figuratief kunstschilder.
Riket kreeg zijn opleiding aan de Academie van Antwerpen en aan het Nationaal Hoger Instituut voor Schone Kunsten Antwerpen bij Franz Courtens.
Léon Riket schilderde landschappen (onder andere uit Klein-Brabant), marines, huiselijke taferelen en bloemenstillevens. Aanvankelijk leunde zijn stijl sterk bij die van Courtens aan, maar ze werd gaandeweg losser. Op een oude prentkaart van de Dorpsstraat in Hingene (E. Vleminckxstraat) is Riket te zien bij zijn schildersezel.
Hij was lid van een kunstgroep Ken U zelve waarover weinig geweten is. Hij kreeg de zilveren medaille op het Salon van Parijs in 1913. Riket ligt begraven op begraafplaats Schoonselhof Antwerpen